# ATP Rio de Janeiro
Das ATP-Turnier von Rio de Janeiro (offiziell Rio Open) ist ein Herrentennisturnier, das seit 2014 in Rio de Janeiro in Brasilien ausgetragen wird. Es wird auf Outdoor-Sandplätzen gespielt und läuft im Rahmen der ATP Tour 500. Veranstaltungsort ist der Jockey Club Brasileiro, der einen 6200 Sitzplätze fassenden Center Court aufweist.

## Geschichte
Bereits in den Jahren 1989 und 1990 wurde in Rio unter dem Namen Banespa Open ein Tennisturnier veranstaltet, das allerdings auf Indoor-Hartplätzen stattfand und im Rahmen der ATP World Series, der Vorgängerserie der ATP Tour 250, lief.
2012 wurde bekannt, dass ab 2014 wieder ein Tennisturnier in Rio de Janeiro stattfinden wird. Die Sportagentur IMG kaufte die Rechte für das Turnier in Memphis und verlegte die Veranstaltung nach Brasilien. Dabei erfolgte ein Belagwechsel auf Sand. Allerdings wird das Turnier wie Memphis im Rahmen der ATP Tour 500 laufen und als kombiniertes Herren- und Damenevent veranstaltet.

## Siegerliste
Beim ursprünglichen Turnier konnte der Lokalmatador Luiz Mattar beide Austragungen im Einzel gewinnen. 2025 wurde Sebastián Báez der zweite doppelte Titelträger. Im Doppel gelangen Máximo González, Juan Sebastián Cabal und Rafael Matos mit zwei Titeln dieselbe Leistung.

### Einzel
| Jahr                         | Sieger             | Finalgegner           | Finalergebnis  |
| ---------------------------- | ------------------ | --------------------- | -------------- |
| 2025                         | Sebastián Báez (2) | Alexandre Müller      | 6:2, 6:3       |
| 2024                         | Sebastián Báez (1) | Mariano Navone        | 6:2, 6:1       |
| 2023                         | Cameron Norrie     | Carlos Alcaraz        | 5:7, 6:4, 7:5  |
| 2022                         | Carlos Alcaraz     | Diego Schwartzman     | 6:4, 6:2       |
| 2021                         | abgesagt           | abgesagt              | abgesagt       |
| 2020                         | Cristian Garín     | Gianluca Mager        | 7:63, 7:5      |
| 2019                         | Laslo Đere         | Félix Auger-Aliassime | 6:3, 7:5       |
| 2018                         | Diego Schwartzman  | Fernando Verdasco     | 6:2, 6:3       |
| 2017                         | Dominic Thiem      | Pablo Carreño Busta   | 7:5, 6:4       |
| 2016                         | Pablo Cuevas       | Guido Pella           | 6:4, 6:75, 6:4 |
| 2015                         | David Ferrer       | Fabio Fognini         | 6:2, 6:3       |
| 2014                         | Rafael Nadal       | Oleksandr Dolhopolow  | 6:3, 7:63      |
| 1991–2013: nicht ausgetragen |                    |                       |                |
| 1990                         | Luiz Mattar (2)    | Andrew Sznajder       | 6:4, 6:4       |
| 1989                         | Luiz Mattar (1)    | Martín Jaite          | 6:4, 5:7, 6:4  |

### Doppel
| Jahr                         | Sieger                                    | Finalgegner                            | Finalergebnis     |
| ---------------------------- | ----------------------------------------- | -------------------------------------- | ----------------- |
| 2025                         | Rafael Matos (2) Marcelo Melo             | Pedro Martínez Jaume Munar             | 6:2, 7:5          |
| 2024                         | Nicolás Barrientos Rafael Matos (1)       | Alexander Erler Lucas Miedler          | 6:4, 6:3          |
| 2023                         | Máximo González (2) Andrés Molteni        | Juan Sebastián Cabal Marcelo Melo      | 6:1, 7:63         |
| 2022                         | Simone Bolelli Fabio Fognini              | Jamie Murray Bruno Soares              | 7:5, 6:72, [10:6] |
| 2021                         | abgesagt                                  | abgesagt                               | abgesagt          |
| 2020                         | Marcel Granollers Horacio Zeballos        | Salvatore Caruso Federico Gaio         | 6:4, 5:7, [10:7]  |
| 2019                         | Máximo González (1) Nicolás Jarry         | Thomaz Bellucci Rogério Dutra da Silva | 6:73, 6:3, [10:7] |
| 2018                         | David Marrero Fernando Verdasco           | Nikola Mektić Alexander Peya           | 5:7, 7:5, [10:8]  |
| 2017                         | Pablo Carreño Busta Pablo Cuevas          | Juan Sebastián Cabal Robert Farah      | 6:4, 5:7, [10:8]  |
| 2016                         | Juan Sebastián Cabal (2) Robert Farah (2) | Pablo Carreño Busta David Marrero      | 7:65, 6:1         |
| 2015                         | Martin Kližan Philipp Oswald              | Pablo Andújar Oliver Marach            | 7:63, 6:4         |
| 2014                         | Juan Sebastián Cabal (1) Robert Farah (1) | David Marrero Marcelo Melo             | 6:4, 6:2          |
| 1991–2013: nicht ausgetragen |                                           |                                        |                   |
| 1990                         | Brian Garrow Sven Salumaa                 | Nelson Aerts Fernando Roese            | 7:5, 6:3          |
| 1989                         | Jorge Lozano Todd Witsken                 | Patrick McEnroe Tim Wilkison           | 2:6, 6:4, 6:4     |